# Staatliche Jugendmusikschule Hamburg
Die Staatliche Jugendmusikschule Hamburg (JMS) ist eine musikalische Einrichtung für Kinder und Jugendliche in Hamburg-Rotherbaum. Sie ist eine Dienststelle der Behörde für Schule und Berufsbildung der Freien und Hansestadt Hamburg und wird als nichtrechtsfähige Anstalt des öffentlichen Rechts geführt.

## Geschichte und Architektur

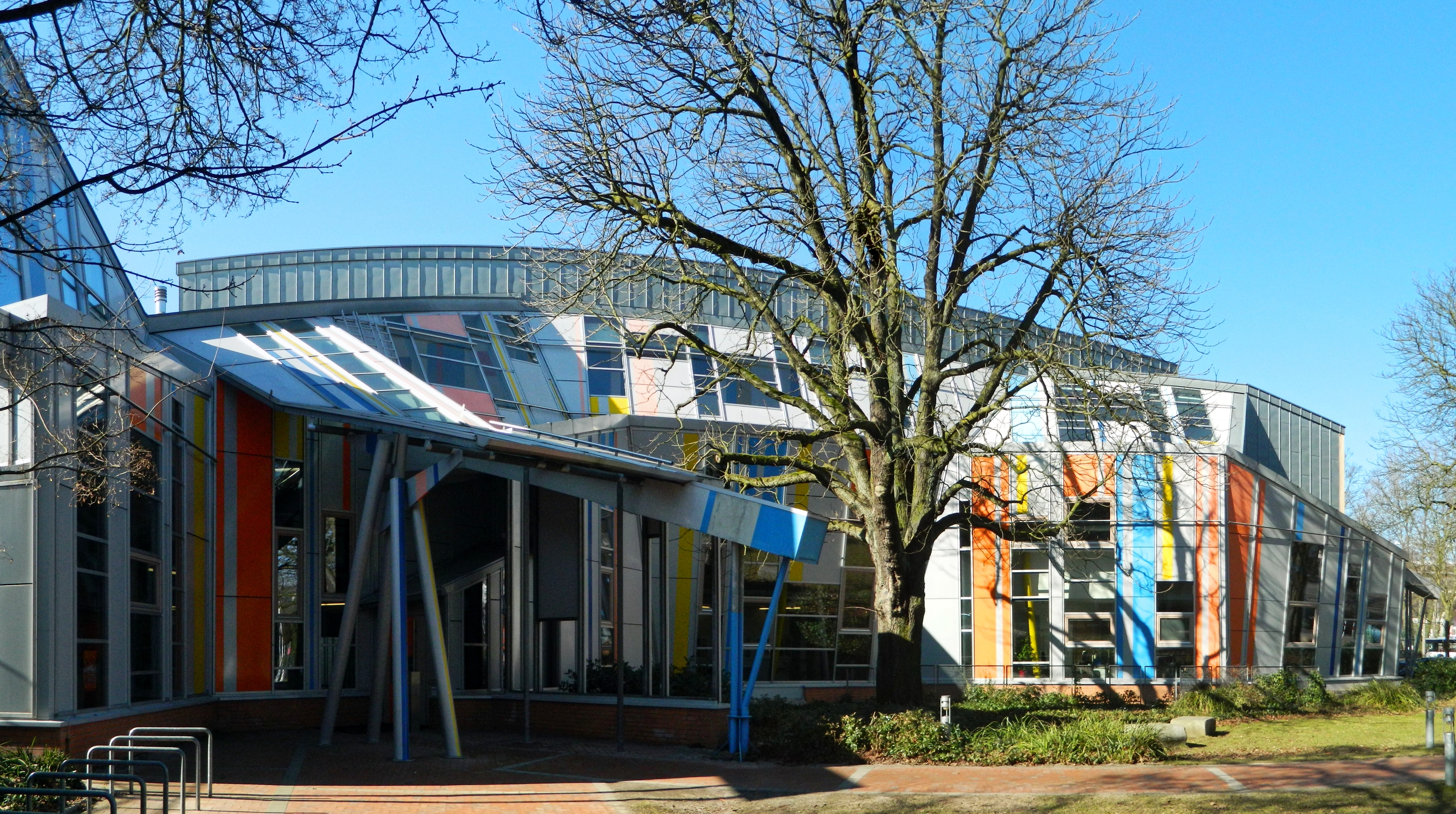
Eingang zum Neubau

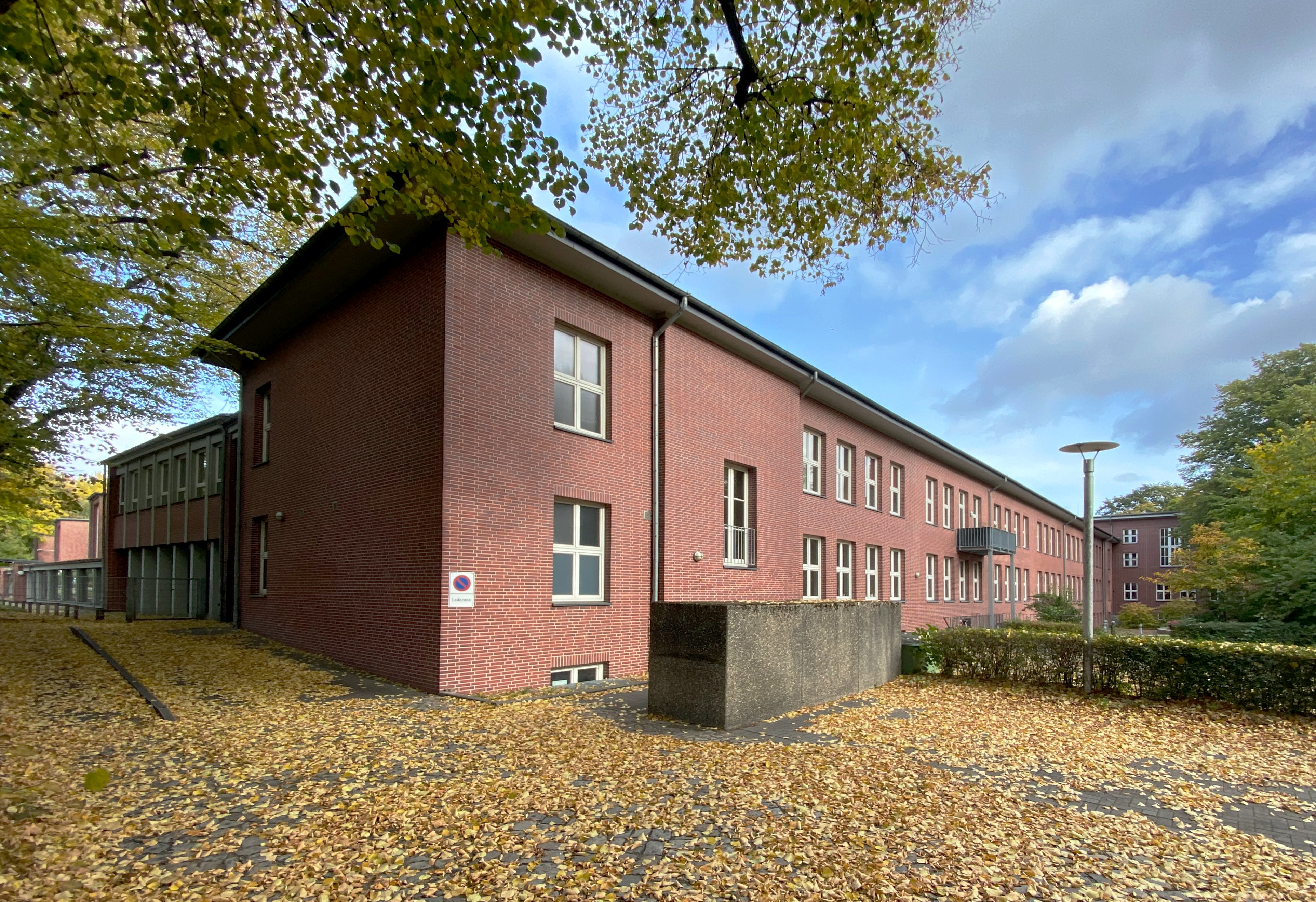
Gebäudetrakt der ehemaligen Fremdsprachenschule

Vorläufer der Staatlichen Jugendmusikschule waren die 1927 gegründete Hamburger Singschule und die später entstandenen Schulmusikgruppen. 1951 wurden beide Einrichtungen zur Staatlichen Jugendmusikschule Hamburg fusioniert, die seitdem unter diesem Namen besteht. In der Traditionspflege der Jugendmusikschule wird sowohl 1927 als auch 1951 als Gründungsjahr bezeichnet.
Von 1996 bis 2011 gab die Jugendmusikschule die Zeitschrift tonart heraus, die meist zweimal im Jahr erschien.
1998 fand ein Architekturwettbewerb für einen Neubau der Jugendmusikschule statt, den der spanische Architekt Enric Miralles mit einem expressiven Entwurf gewann. Von 1999 bis 2000 wurde das zwei- bis dreigeschossige Gebäude errichtet, das eine bunte Glas-Stahl-Fassade und freischwingende Formen aufweist. Das Haus bietet auf 3.000 m² Nutzfläche neben den etwa 60 Übungs- und Aufführungsräumen auch Platz für die Cafeteria und die Schulverwaltung.
2011 wurde ein Konzertsaal mit 400 Zuhörer-Plätzen fertiggestellt. Bis dahin hatte die Jugendmusikschulen ihre mehr als 160 Konzerte pro Jahr in der Laeiszhalle, auf dem Kampnagel oder auch in Schulaulen veranstaltet. Die Konzeption des Konzertsaals stammte noch von Miralles († 2000). Der große Saal wurde ihm zu Ehren als „Miralles-Saal“ benannt. Der Erweiterungsbau wurde teilweise mithilfe der Stiftung von Michael Otto finanziert. Die Aula wurde 2011 vom AIV Hamburg als „Bauwerk des Jahres“ ausgezeichnet.
2015 wurde die benachbarte Fremdsprachenschule (H 15) geschlossen, eine staatliche Berufsschule. Ihr Gebäudebestand wurde zwischen der Grundschule Turmweg und der Jugendmusikschule aufgeteilt. Der nun zur Jugendmusikschule gehörende Gebäudetrakt wurde umgebaut und wird nun nach dem Förderer „Michael-Otto-Haus 2“ genannt.
Im Schuljahr 2020/2021 unterrichteten etwa 300 Lehrkräfte an der Jugendmusikschule mehr als 21.000 Musikschüler. Damit ist die Jugendmusikschule die größte Musikschule in Hamburg, und auch die größte staatliche Musikschule in Deutschland.

## Unterricht und Organisation
Für fast jedes gängige Instrument ist ein Unterrichtsangebot vorhanden. Für sozial benachteiligte Kinder werden Hilfen bereitgestellt.
Der Unterricht wird von verschiedenen Standorten in Hamburg koordiniert. Oft werden auch Räumlichkeiten von Schulen oder anderen Einrichtungen zum Unterrichten verwendet. Dabei wurden 2020 etwa 150 Schulen mit Angeboten zum Musizieren und Tanzen bedacht.

## Leiter
Zu den bisherigen Leitern der Jugendmusikschule bzw. ihren Vorgängerinstitutionen zählen:
- 1927–1938: Karl Paulke, Gründungsdirektor der Staatlichen Hamburger Singschule[10]
- 1939− : Adolf Detel
- 1951–1953: Adolf Detel, wechselte danach als Professor an die Musikhochschule[11]
- 1953–1958: Wilhelm Twittenhoff[11]
- 1959–1985: Herbert Rühl,[11] wechselte danach als Professor an die Musikhochschule
- 1985–1988: Dieter Lindemann[11]
- 1988–2008: Wolfhagen Sobirey
- 2009–2012: Claudia Draser[12][13]
- 2012–2014: Christofer Seyd
- Seit 2014: Guido Müller, daneben Professor für Methodik und Didaktik Klarinette/Saxophon an der Musikhochschule Hamburg (HfMT)[14]

## Ensembles
Verschiedene Bands, Chöre und Orchester proben in der Jugendmusikschule und werden durch sie getragen. Dazu gehören unter anderem der
- Neue Knabenchor Hamburg, gegründet 1991 von Brigitte Siebenkittel und geleitet von Jens Bauditz. Der Knabenchor ist auf mehreren kommerziellen Tonträgern vertreten.
- Mädchenchor Hamburg, gegründet 2003 von Gesa Werhahn, die den Chor weiter leitet. Der Mädchenchor nahm mehrmals erfolgreich am Deutschen Chorwettbewerb teil.
- Think Big!, die Bigband der Jugendmusikschule[15]